# Vierzon
Vierzon é uma comuna francesa na região administrativa do Centro, no departamento Cher. Estende-se por uma área de 74,45 km². Em 2010 a comuna tinha 26 261 habitantes (densidade: 352,7 hab./km²).

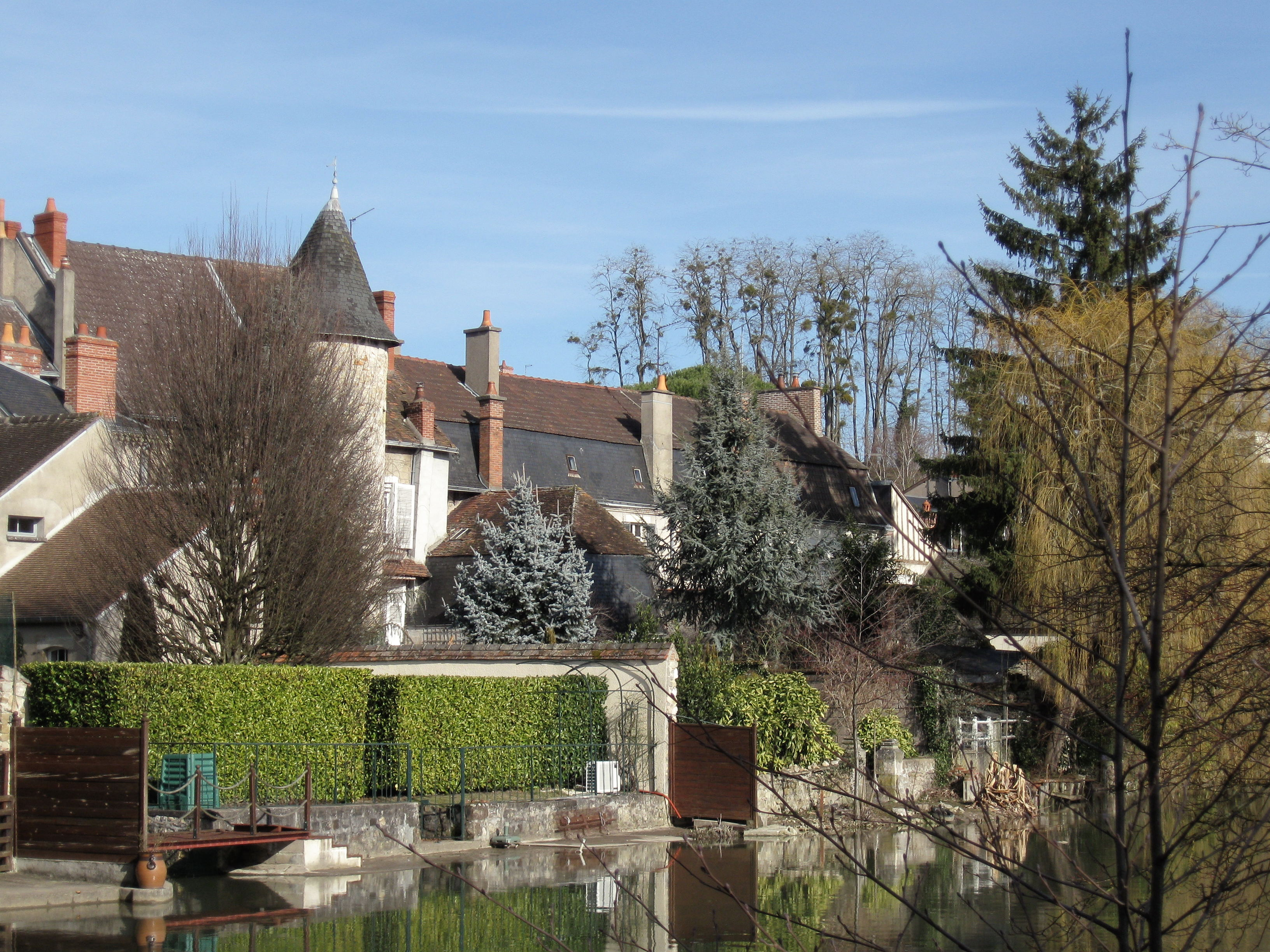
O rio Yèvre em Vierzon.